# Перьехвостые кускусы
Перьехво́стые кускусы (лат. Acrobatidae) — маленькое семейство двурезцовых сумчатых, состоящее всего из двух видов.

## Виды
- Distoechurus pennatus — Перьехвостый кускус из Новой Гвинеи
- Acrobates pygmaeus — Карликовый летучий кускус из Австралии